# Hong Eun-hee
Hong Eun-hee (nascida em 17 de fevereiro de 1980) é uma atriz sul-coreana.

## Prêmios e indicações
| Ano  | Prêmio                   | Categoria                                           | Obra indicada    | Resultado |
| ---- | ------------------------ | --------------------------------------------------- | ---------------- | --------- |
| 2008 | MBC Drama Awards         | Prêmio atuação de ouro, Atriz em uma série de drama | Don't Be Swayed  | Venceu    |
| 2013 | KBS Drama Awards         | Prêmio de excelência, Atriz em uma série de drama   | The King's Dream | Indicado  |
| 2014 | MBC Entertainment Awards | Prêmio especial por um programa de variedades       | Real Men         | Venceu    |